# Manufacture royale de draps Le Dijonval
La manufacture royale de draps Le Dijonval est une ancienne usine située à Sedan, en France.

## Localisation
L'usine est située sur la commune de Sedan au 6 de la rue du général Margueritte, dans le département français des Ardennes.

## Description
Le bâtiment en « U » étire ses bras vers la Meuse, il est sur sa rive droite, sur l'aile centrale se trouve un clocheton qui surmonte une construction à quatre étages. Entre ces bras se trouve un jardin qui va jusqu'au fleuve. Depuis 1560 est attestée l'utilisation de ce nom Dijonval qui comprend tant la plaine depuis la place de la ville, Saint-Vincent-de-Paul jusqu'à la Cassinne ; mais aussi le coteau l'Asfeld et les jardins. L'orthographe à Jonval se trouve parfois comme sur le plan Renaud de 1650 ou par Deshayes receveur en 1560.

## Historique
Le 23 juin 1646, le roi accorde à trois marchands parisiens le privilège de fabriquer « des draps noirs et de toute autre couleur de la qualité, façon et manière d'ouvrer telle qu'elle se pratique en Hollande ». Ils s'installent dans le faubourg de la Cassine, dans un lieu-dit appelé initialement plaine d'Ijonval. Pendant 20 ans, la durée du privilège, le Dijonval devient la seule fabrique de draps fins en France. À Sedan, la manufacture dite du gros chien de Antoine Rousseau vient concurrencer cette fabrique de draps. En France, les villes de Roubaix, Elbeuf seront d'autres villes lainières,.
La constitution du premier Dijonval, celui de la famille Cadeau, s'établit par l'achat de terrains appartenant à la ville. Le Dijonval est acheté par les Paignon en 1711, et plus précisément par Nicolas-Jean Paignon. Cette famille poursuit la politique d'acquisition de terrains entamée sous les Cadeau. En 1717, deux ensembles distincts existent : un logis, construit dans les années 1660 et détruit par un incendie en 1870, bâtiment de deux étages, ayant comme fonction essentielle le logement du gérant de l'entreprise ou de son commis (ce bâtiment ayant peut-être eu à l'origine une vocation également de production) ; et une teinturerie, en forme de U qui dispose en 1717 d'un enclos particulier. Ce deuxième ensemble va devenir le corps central du bâtiment. C'est Jean-Baptiste Paignon qui étend le bâtiment en 1755. Le corps central est désormais formé de 25 travées disposées sur trois niveaux. Les deux ailes sont prolongées en 1778, mais l'aile Nord souffre pendant la Révolution de 1789,.
Alexandre Bacot achète en 1820 le Dijonval aux derniers descendants Paignon. Les premières machines à vapeur sont installées sur ce site. L'aile Nord est reconstruite en 1851. À partir de la fin du XIXe siècle, une partie des locaux est louée à d'autres industriels du textile. Les Bacot vendent définitivement en 1922, et toute activité industrielle cesse dans ces locaux en 1958.
L'édifice est inscrit au titre des monuments historiques en 1962, et classé en 1977 et 1980.

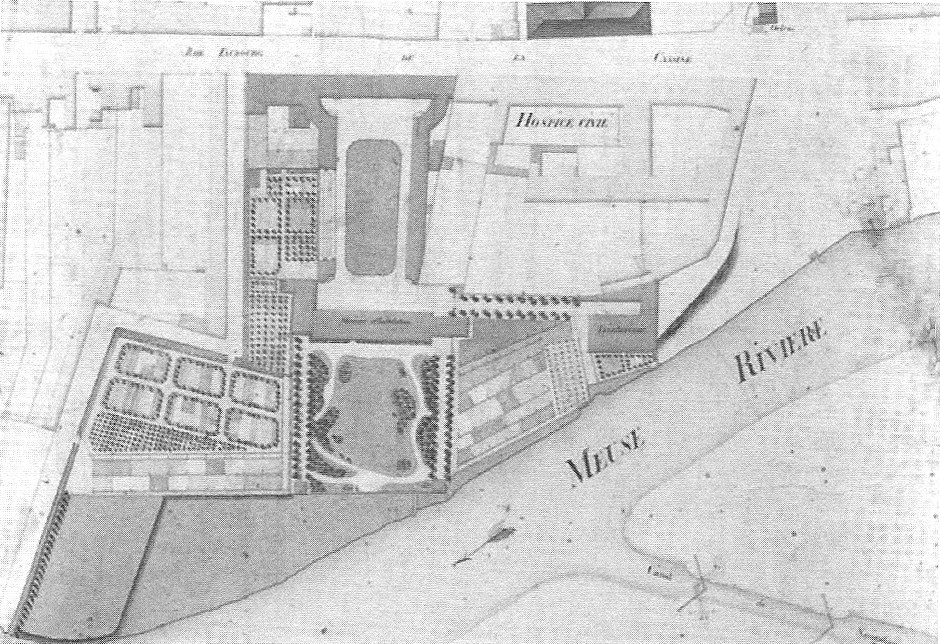
Le Dijonval et l'hospice sur un plan Bacot de 1832.
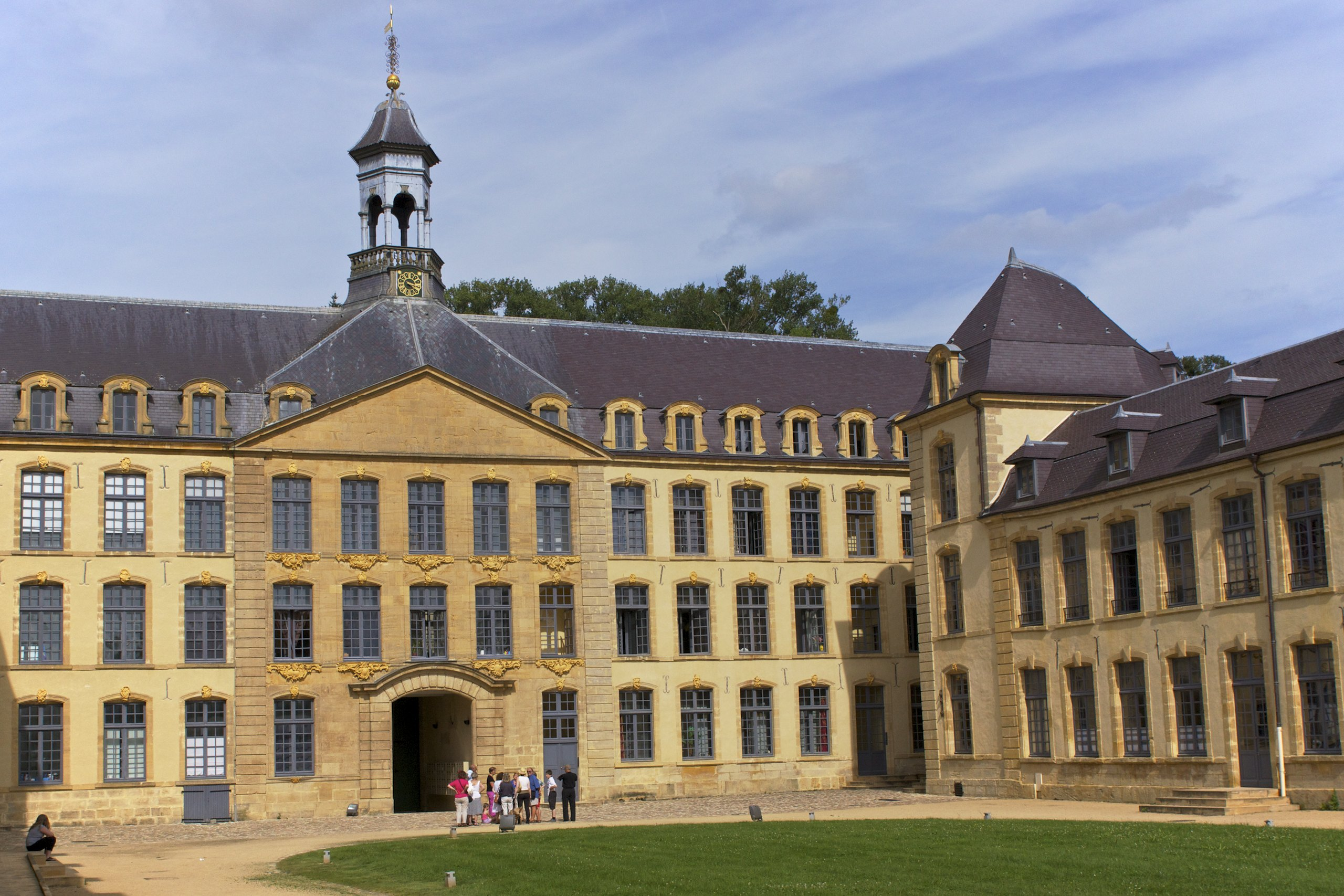
Le Dijonval (corps central).
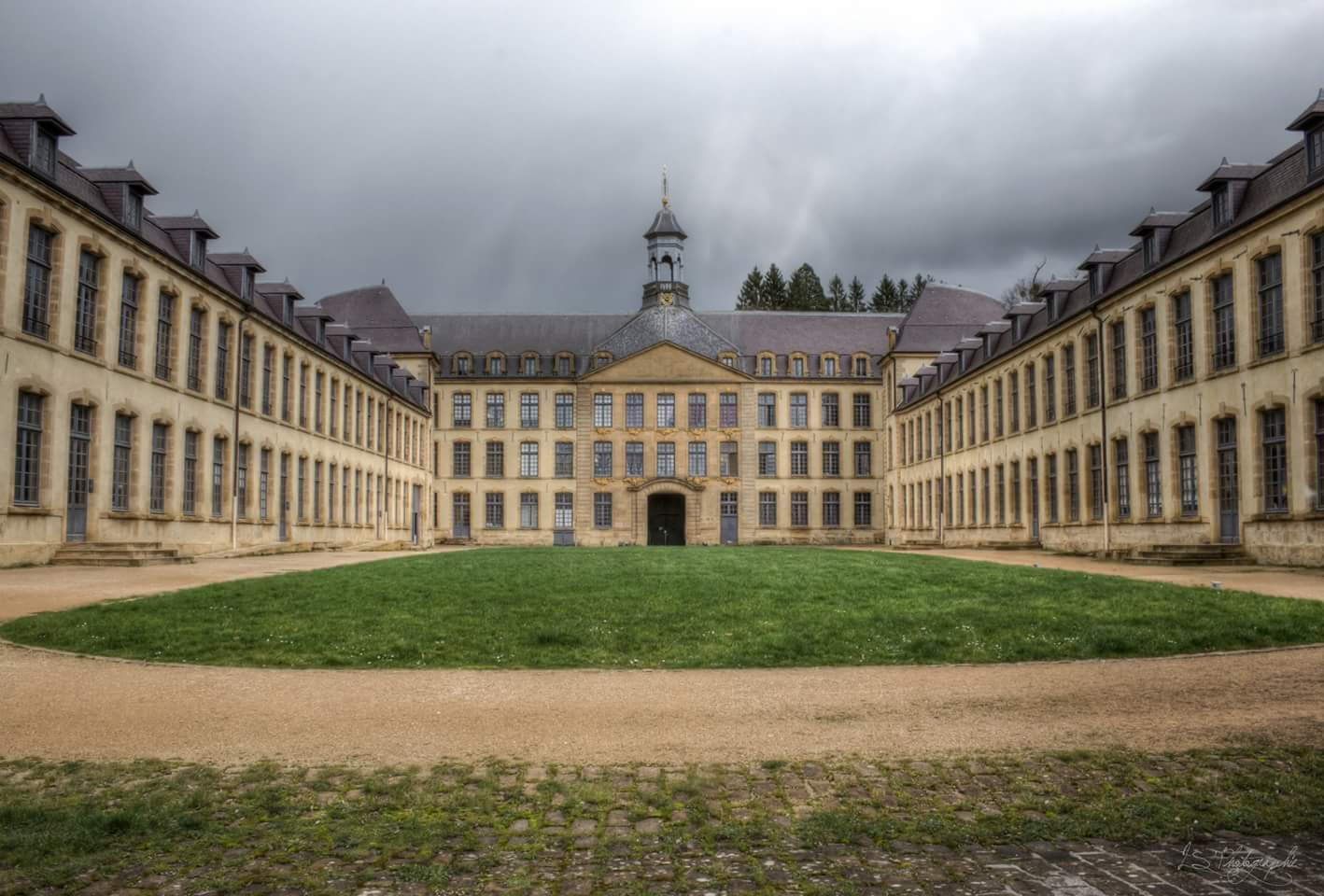
Cour du Dijonval (le corps central et les deux ailes).
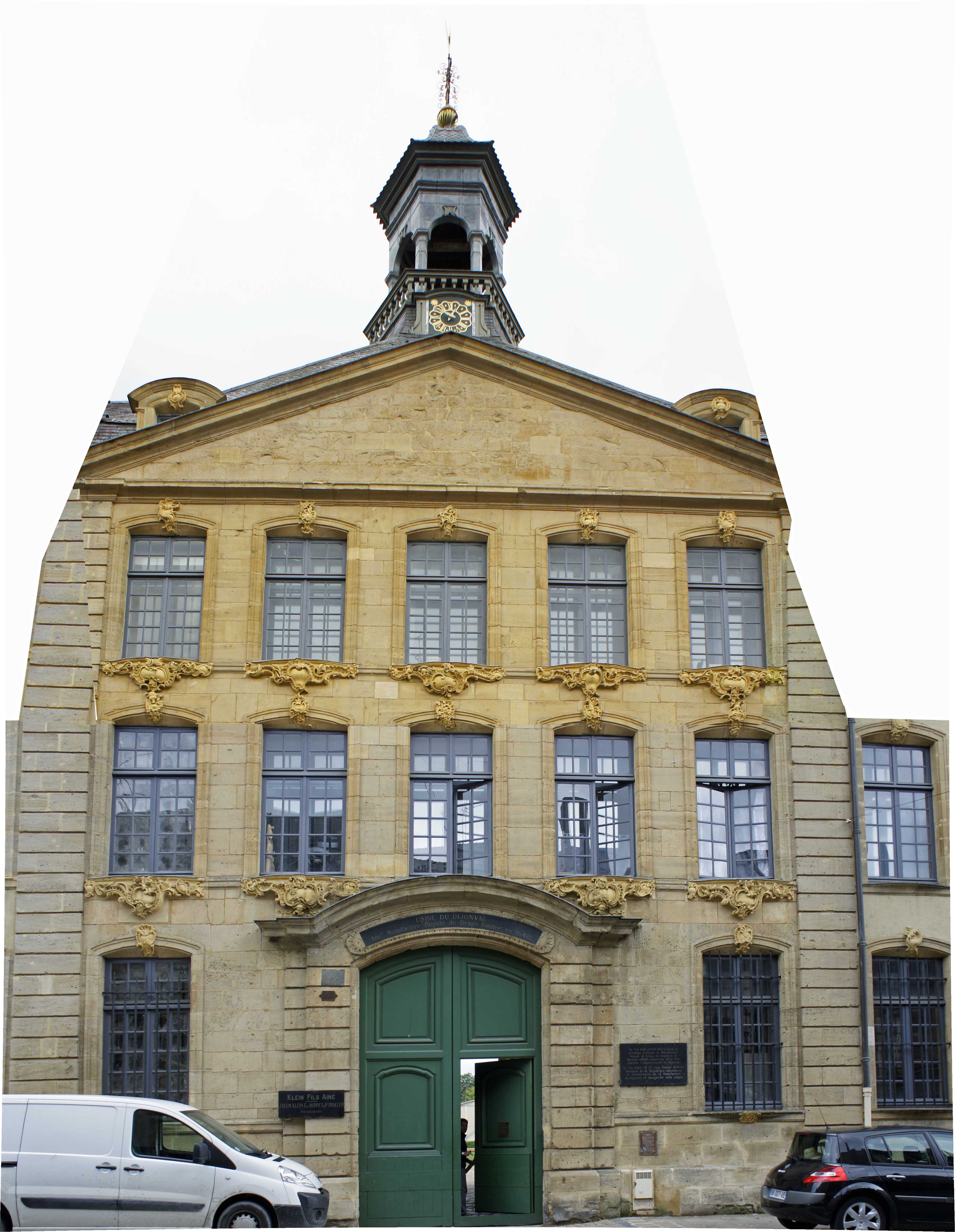
Pignon sur rue.
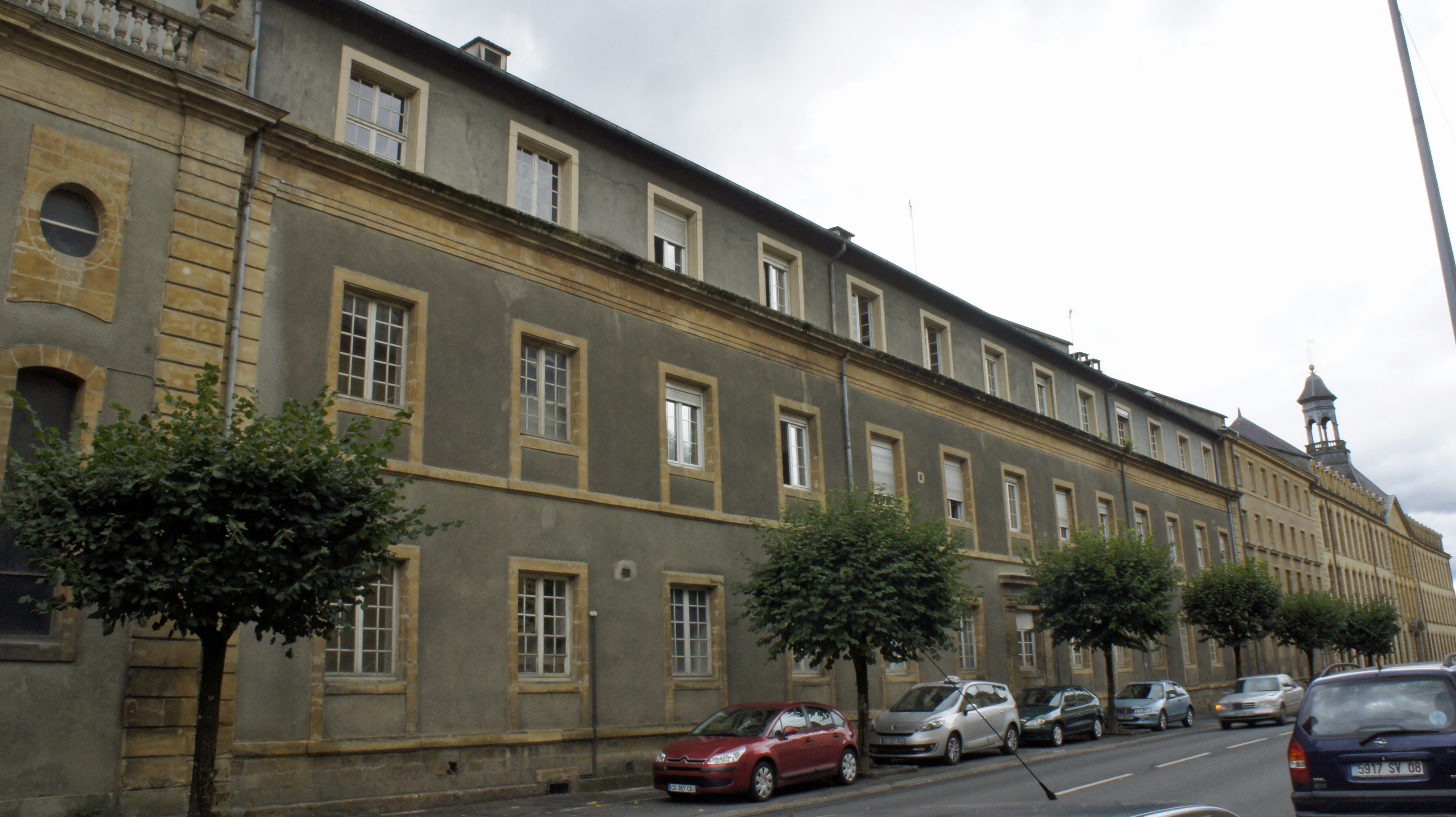
Façade sur rue.
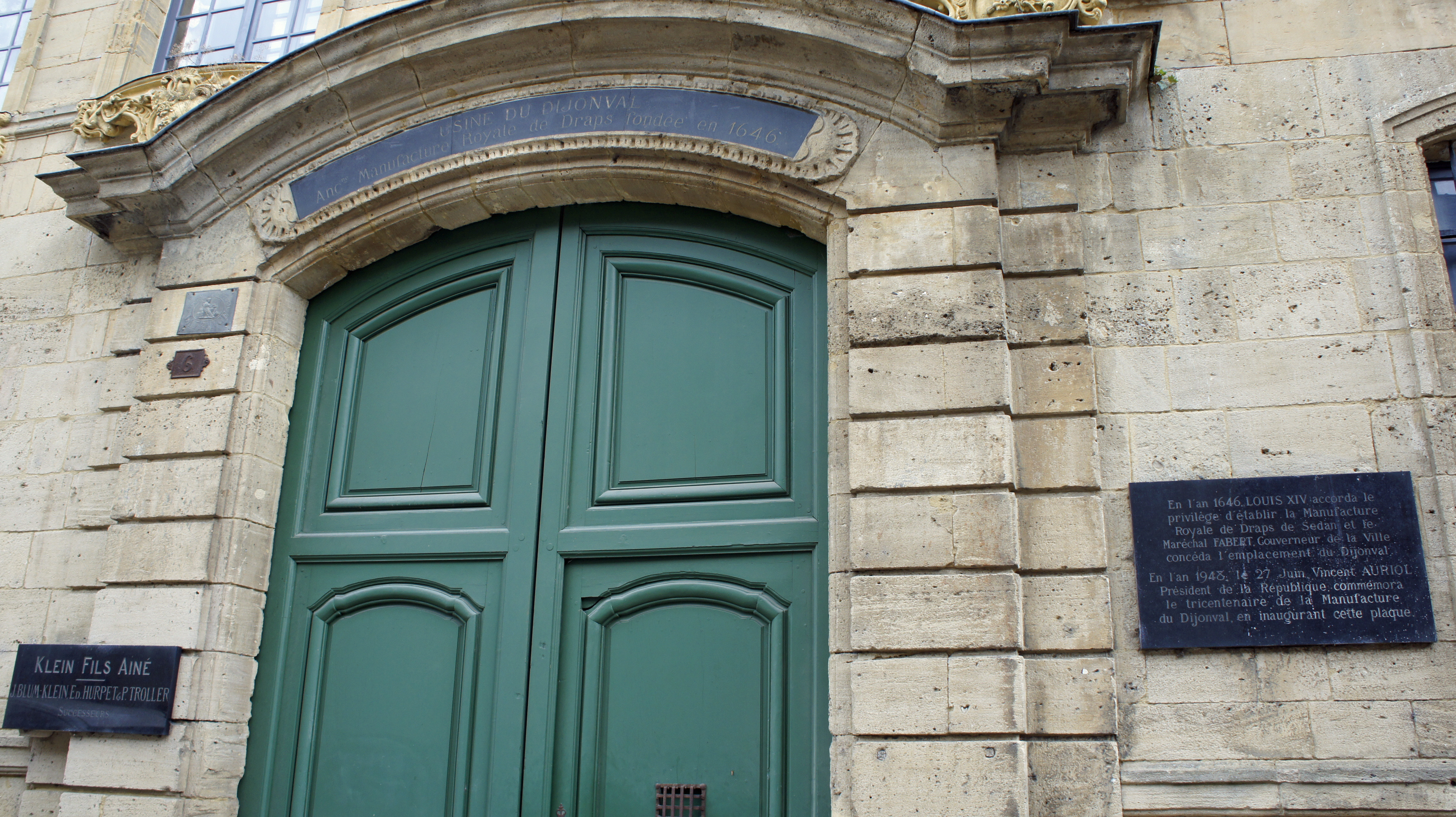
Le Dijonval sur la rue Margueritte avec les plaques de dédicace, Louis XIV et Vincent Auriol.

## Archives
Les Archives départementales des Ardennes conservent le fonds d'archives du Dijonval, coté en 30J. Celui-ci se compose de deux parties : la première partie est consacrée à la fondation du Dijonval et aux trois familles importantes qui se succédèrent au Dijonval : les familles Cadeau, Paignon et Bacot, période allant du XVIIe au XIXe siècle. La seconde partie consacrée à la période contemporaine évoque l'activité industrielle de la manufacture par Messieurs Blum-Klein-Hurpet-Troller associés et derniers propriétaires du Dijonval. Ce fonds d'archives d'entreprise, quelque peu lacunaire, ne permet malheureusement pas de mesurer l'importance véritable du tissu économique et industriel du Dijonval. Ce fonds est librement consultable en salle de lecture.